# Гуїгнгнм

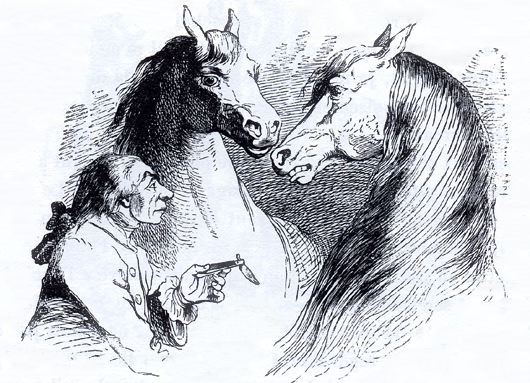
Гуллівер дискутує з гуїгнгнмами (1856, ілюстрація Жана Гранвіля)

Гуїгнгнми — раса розумних коней, яка описана в останній частині сатиричної книги Джонатана Свіфта «Мандри Гуллівера».

## Опис

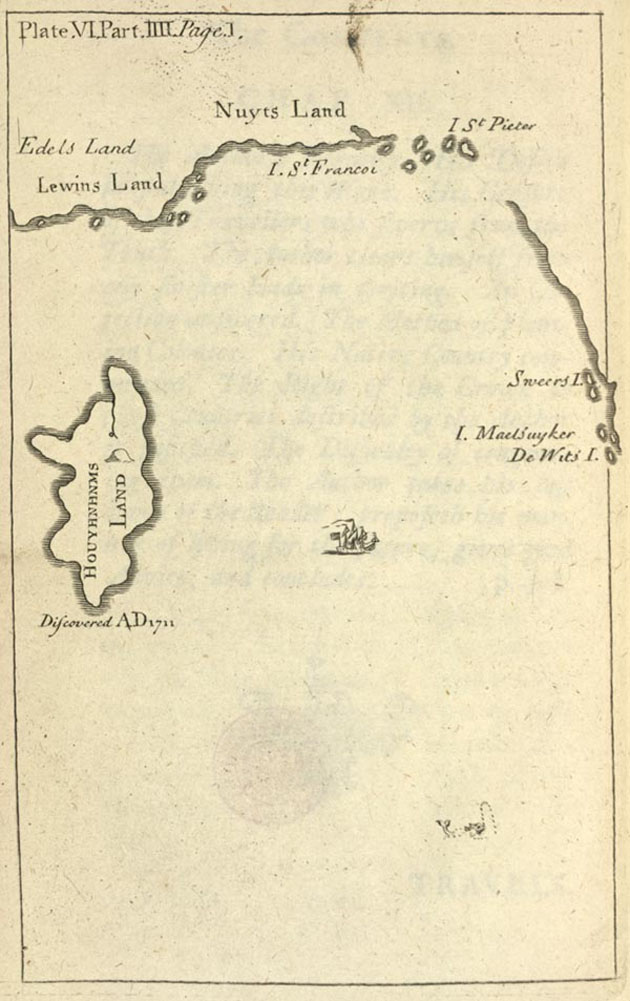
Країна гуїгнгнмів, яка розташована на південь від Нової Голландії (Австралії) (оригінальна мапа з четвертої частини, Мандри Гуллівера)

Візит Гуллівера в країну гуїгнгнмів описано в четвертій частині його «Подорожі». Розташування показано на мапі на початку частини IV.
Проте, мапа дещо недбала з масштабом; Edels Land показана поруч з Lewins Land. Насправді вони знаходяться на відстані близько 1000 км, а розмах Великої австралійської бухти, від Cape Leeuwin, південно-західного пункту Австралії до Maatsuyker Islands, біля південного краю Тасманії, понад 3000 км.
Гуллівер описує землю як «Місцевість», що «перетиналася довгими, нерівними рядками дерев. Очевидно, їх не садовили, а вони виросли самі. Скрізь були сіножаті з високою травою і засіяні вівсом лани.»
Гуїгнгнми раціональні кінські істоти і є господарями землі. Вони сильно контрастують з єгу, дикими гуманоїдними істотами, які нічим не кращі, ніж в'ючні тварини або худоба. У той час як єгу представляють все, що є поганого у людей, гуігнгнми мають усталене, спокійне, надійне та раціональне суспільство. Гуллівер дуже воліє компанію гуїгнгнмів єгу, хоча останні біологічно ближче до нього.

## Інтерпретація

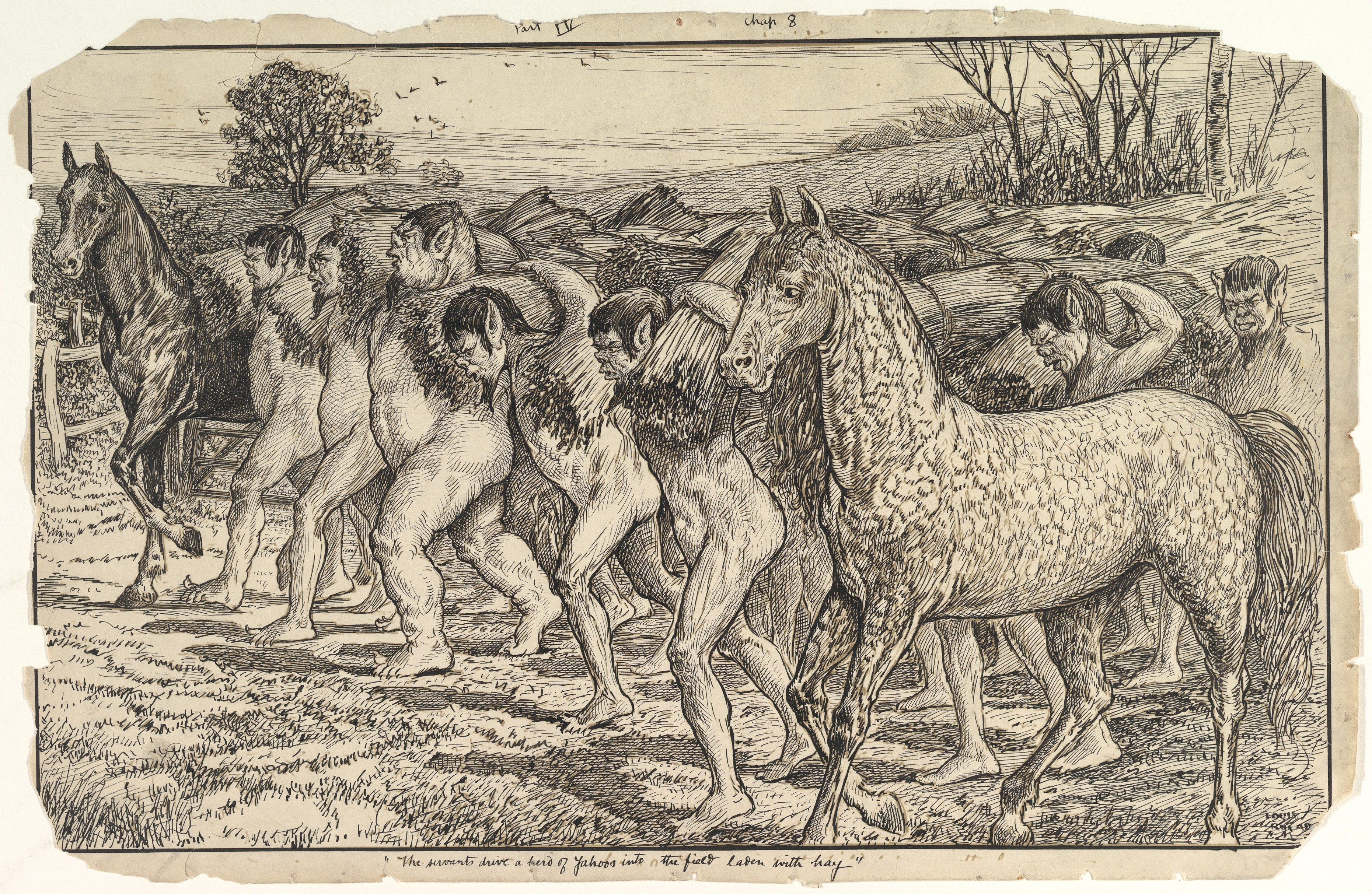
Гуїгнгнми женуть стадо єгу, Музей мистецтва Метрополітен

Можна інтерпретувати гуїгнгнмів по-різному. Можна було б, наприклад, розглядати їх як завуальовану критику Свіфтом ставлення Британської імперії до небілих, як до нижчих людей, чи можна було б розглядати перевагу Гуллівера (та його безпосередній поділ гуїгнгнмів на кольорові ієрархії) як абсурд та ознаку його самообману. В сучасному контексті історія може розглядатися як ранній приклад заклопотаності правами тварин, особливо в розповіді Гуллівера про жорстоке поводження з кіньми в його суспільстві і зміни ролей. Історія є можливим джерелом натхненням для роману П'єра Буля «Планета Мавп».
Книга IV «Мандри Гуллівера» у певному сенсі є наріжним каменем всієї роботи, і критики традиційно відповідали на питання, чи є Гулівер божевільним (і, таким чином, просто ще однією жертвою сатири Свіфта), задаючись питанням, чи дійсно гуїгнгнми гідні захоплення. Гуллівер любить землю і слухняний расі, яка не схожа на його власну. Суспільство гуїгнгнмів засноване на розумі і тільки на розумі, тому коні практикують євгеніку, ґрунтуючись на аналізі вигод і витрат. У них немає релігії, і їхня єдина мораль — це захист розуму, і тому вони не особливо зворушені жалістю або вірою у внутрішню цінність життя. Сам Гуллівер у їхній компанії будує вітрила свого човна зі «шкур єгу».
Відсутність пристрасті у гуїгнгнмів проявляється під час запланованого візиту «друга і його сім'ї» до будинку майстра Гуллівера «у якійсь важливій справі». У день візиту коханка його друга та її діти прибувають дуже пізно. Вона не стала виправдовуватися «в першу чергу за свого чоловіка», який щойно помер, і їй довелося залишитися, щоб належним чином підготувати «зручне місце, де має бути покладено його тіло». Гуллівер зазначив, що «вона поводилася в нашому домі так само весело, як і інші». Ще один приклад відсутності людяності та емоцій у гуїгнгнмів полягає в тому, що за їхніми законами кожна пара народжує двох дітей, одного чоловіка та одну жінку. У тому випадку, якщо в шлюбі народжуються дві дитини однієї статі, батьки беруть своїх дітей на щорічні збори та обмінюють одну дитину у пари, яка народила двох дітей протилежної статі. Це було сприйнято як жарт або критика уявлення про те, що «ідеальна» сім'я народжує дітей обох статей.
З одного боку, гуїгнгнми мають впорядковане та мирне суспільство. Їхня філософія та мова повністю вільні від політичного й етичного нонсенсу. У них немає слова брехня (її повинні заміняти перифразою: «сказати річ, яка не є»). Вони також мають форму мистецтва, яке є похідним від природи. Поза «Мандрів Гуллівера» Свіфт висловив давню стурбованість з приводу корупції англійською мовою, і він запропонував реформу мови. Він також у «Битві книг» і взагалі в «Казці бочки» висловив перевагу стародавнім (класичним) авторам, оскільки їхнє мистецтво базувалося безпосередньо на природі, а не на іншому мистецтві.

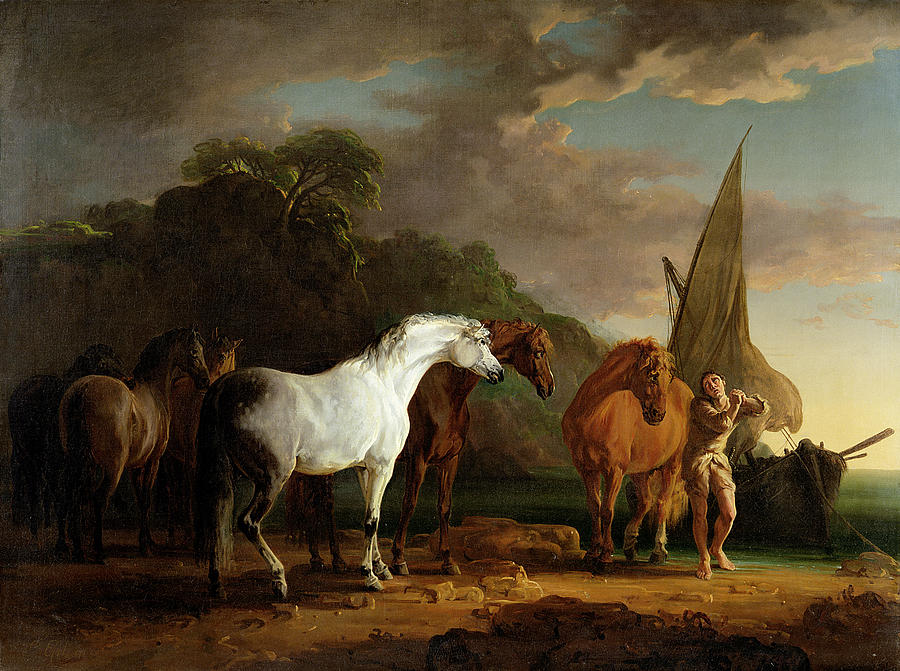
Гуллівер лишає землю гуїгнгмів (1769) Sawrey_Gilpin

З іншого боку, Свіфт був глибоко недовірливий до спроб розуму, які призвели або до зарозумілості (наприклад, проектори висміювалися в «Казці бочки» або в третій частині книги «Мандри Гуллівера»), або до аморальності (наприклад, спікер «Скромної пропозиції», який пропонує цілком логічну і цілком аморальну пропозицію про канібалізм). Гуїгнгнми втілюють і добру, і погану сторону розуму, бо вони мають чисту мову, якої бажав Свіфт, і аморально раціональний підхід до розв'язання проблем людства (єгу); винищення популяції єгу кіньми дуже схоже на спікера Скромної пропозиції.
Гуллівера рятує португальський капітан, урівноважена людина, хоча й сповнена турботи про інших, чий темперамент займає проміжне положення між спокійними, раціональними гуїгнгнмами та корумпованим європейським людством, яке Гуллівер більше не відрізняє від дикого єгу. Гуллівер може говорити з ним, й хоча тепер розчарований від усього людства, він почав терпіти його компанію. Гуллівер повертається до свого англійського будинку та сім'ї, знаходить їхній запах та вигляд нестерпними, а всі його співвітчизники не кращі, ніж єгу. Купляє двох коней та розмовляє з ними у чудовій стайні. Приятелює з конюхом та запевняє читача у повній правдивості своїх мандрів.